# Flow (2024)
Flow ist ein Animationsfilm von Gints Zilbalodis. Der lettische Originaltitel Straume bedeutet „Strom, Strömung“. Flow setzt seinen Kurzfilm Aqua thematisch und erzählerisch fort. Er kommt ohne Text aus, ist aber von reichhaltigen Tierlauten durchzogen. Der Film feierte im Mai 2024 bei den Internationalen Filmfestspielen in Cannes seine Premiere. Der Kinostart in Frankreich erfolgte Ende Oktober 2024, in Deutschland Anfang März 2025. Der Start in Österreich erfolgte bereits Anfang Februar 2025, dort lautet der Titel samt Untertitel Flow – Als die Katze die Angst vor dem Wasser verlor.
Flow wurde von Lettland als Beitrag für die Oscarverleihung 2025 als bester Internationaler Film eingereicht und im Rahmen des Europäischen Filmpreises 2024 als bester Animationsfilm ausgezeichnet. Bei den Golden Globe Awards 2025 wurde er ebenfalls als bester Animationsfilm ausgezeichnet. Im Rahmen der Oscarverleihung 2025 war Flow nicht nur als bester Animationsfilm, sondern auch als bester internationaler Film nominiert. Er gewann den Oscar für den besten Animationsfilm.

## Handlung
Eine junge, dunkelgraue Katze streift durch einen Wald. Sie trinkt aus einem Fluss, als ein Rudel Hunde sie aufscheucht, um Fische zu fangen. Als sich zwei Hunde um einen Fisch streiten, kommt die Katze aus ihrem Versteck und schnappt sich den Fisch, worauf die Hunde sie verfolgen. Die Katze entkommt, gerät aber in eine Gruppe von Rehen, die vor einer Sturzflut flieht. Die Katze und einer der Hunde, ein Labrador Retriever, werden von der Flut mitgerissen, können sich aber an Land retten. Der Labrador folgt der Katze zu einem verlassenen Haus mit hölzernen Katzenskulpturen, vermutlich einst die Heimat eines Künstlers, welches die Schlafstätte der Katze ist. Der Wasserspiegel steigt jedoch weiter und der Labrador springt schließlich zu den anderen Hunden auf ein Boot und ermutigt die Katze, ihm zu folgen, diese zögert aber und bleibt bei ihrem Haus.
Als auch das Haus unter Wasser steht, klettert die Katze auf eine riesige Katzenstatue, bis das Wasser auch bis zum Kopf der Statue reicht. In ihrer Not springt die Katze in ein herannahendes Segelboot, auf dem bereits ein Wasserschwein Zuflucht gefunden hat.
Am nächsten Morgen, als das Boot durch den überschwemmten Wald treibt, beobachtet die Katze Fische im Wasser, als ein Sekretärvogel auf dem Boot landet. Erschreckt geht die Katze über Bord und beginnt zu sinken, doch ein riesiger drachenartiger Wal rettet sie vor dem Ertrinken. Auf dem Rücken des Wals sitzend packt sie ein weiterer Sekretärvogel und fliegt mit ihr davon. Während des Fluges erblickt die Katze in der Ferne massive Steinsäulen. Die Katze versucht sich zu befreien und der Sekretärvogel lässt sie über dem Boot fallen.
Kurz darauf, der Wasserspiegel steigt weiterhin, hilft das Wasserschwein einen Katta mit seinem Korb voller Schmuckstücke an Bord zu kommen. Das Wasserschwein pflückt eine Bananenstaude, für die Gemeinschaft, von der die Katze, als Fleischfresser, aber nichts isst. Während sie weitertreiben, träumt die Katze im Schlaf, dass sie von einer Herde Hirsche umkreist wird. Sie blickt zu den massiven Steinsäulen, bevor sie von einer Flut weggeschwemmt wird. Dann wacht sie auf.
Später am selben Tag stranden die drei Tiere an Land, wo der Labrador auf sie trifft. Die hungrige Katze beobachtet wieder Fische im Wasser, was einem Sekretärvogel auffällt, dem gleichen, der vorher schon einmal im Boot landete. Er legt für die Katze einen Fisch, den er im Schnabel trägt, auf den Waldboden. Die Katze, zuerst schüchtern, ist kurz davor, den Fisch zu essen, als ein anderer Sekretärvögel, Anführer des Schwarms, landet und die Katze verscheucht. Die Vögel fliegen davon zu ihrer Gruppe, die Katze folgt ihnen neugierig. Als die Katze die Vogelgruppe aus sicherer Entfernung beobachtet, stoßen der tollende Hund und der Katta die Katze und die drei Tiere purzeln in die Vogelgruppe. Der Anführer baut sich drohend vor der Katze auf. Da stellt sich der Vogel, welcher der Katze vorher den Fisch hingelegt hatte, schützend vor sie. Es kommt zum Konflikt zwischen den beiden Vögeln, welchen der Anführer gewinnt. Er drückt den Kontrahenten zu Boden und andere Mitglieder des Schwarms verletzen ihn am Flügel, sodass er nun nicht mehr fliegen kann und aus der Gruppe ausgestoßen ist. Er schließt er sich den Tieren auf dem Boot an und sie segeln weiter.
Am nächsten Tag erreicht die Gemeinschaft eine halb versunkene Stadt nahe dem Fuß der massiven Steinsäulen. Der Labrador bringt dem das Boot steuernden Sekretärvogel den Glasschwimmer des Lemuren, um ihn zu apportieren, dieser wirft den Schwimmer jedoch uninteressiert über Bord. Der verzweifelte Lemur möchte das Boot wenden, um seinen Besitz zurückzuerlangen, worauf es zu einer Rauferei mit dem Sekretärvogel kommt. Durch den Kontrollverlust verfängt sich der Mast des Bootes in einem Baum. Der Drachen-Wal springt jedoch aus dem Wasser, und die entstehenden Wellen helfen, das Boot vom Baum zu befreien. Die Katze, die beim Schwimmen mit dem Wasserschwein ihre Fähigkeiten verbessert hat, fängt für die Gruppe Fische.
Später sieht die Crew die anderen Hunde vom Beginn des Films, die in einem Glockenturm gestrandet sind. Labrador und Wasserschwein möchten die Hunde retten, doch der steuernde Sekretärvogel stimmt zuerst nicht zu. Erst als die Katze sanft Einfluss nimmt, willigt er ein und überlässt das Ruder. Die geretteten Hunde sorgen allerdings für etwas Unruhe an Bord, wobei der geliebte Handspiegel des Katta zu Bruch geht.
Als das Boot während eines schweren Sturms durch die riesigen Steinsäulen fährt, fliegt der Sekretär davon. Die Katze fällt vom Boot und schwimmt an Land. Sie steigt die Treppe zu einer Steinsäule hinauf und findet dort den Sekretär auf einer labyrinthartigen Schnitzerei im Boden. Für kurze Zeit verschwindet die Schwerkraft und ein Lichtportal öffnet sich über den zwei Tieren. Sie sind vorübergehend schwerelos. Der Sekretär fliegt dem Licht entgegen. Die Katze schwebt zurück zum Boden und bleibt alleine zurück. 
Sie rennt die Treppe hinunter und versucht, zum Boot mit den anderen Tieren zurückzuschwimmen, doch es ist zu weit entfernt. Sie findet den Glasschwimmer des Katta und nutzt ihn, um sich über Wasser zu halten. Plötzlich sinkt der Wasserspiegel rapide. Es öffnen sich massive Verwerfungen in der Erde, das Wasser fließt ab. Die Katze streift durch den Wald, auf der Suche nach ihren Freunden. Zuerst findet sie den Katta, der einige Artgenossen getroffen hat und sich mit ihnen wie gewohnt eitel in einem Handspiegel betrachtet und die Katze ignoriert. Als die Katze jedoch alleine weitergeht, folgt er ihr doch.
Sie suchen zusammen weiter und finden schließlich das Boot, das beim plötzlichen Sinken des Wasserspiegels an einem Baum hängen geblieben ist, über einem Abgrund. In ihm immer noch die Hunde und das Wasserschwein. Die Hunde springen an Land, doch gerade als das Wasserschwein nachfolgen will, beginnt der Baum zu brechen und entfernt das Boot von der Klippe. Die Katze klettert auf den Baum und gibt das Bootsseil an den Lemur und die Hunde weiter, die das Boot zu sich ziehen. Als ein Kaninchen vorbeihuscht, jagen die anderen Hunde ihm hinterher, nur der Labrador bleibt und hilft dem Katta weiter, das Boot an die Klippe heranzuziehen. Die Katze stürzt vom brechenden Baum ins Boot, wird aber vom Wasserschwein aufgefangen. Beiden gelingt es im letzten Moment, vom Boot zu springen, bevor es mit dem Baum in die Tiefe stürzt.
Die vier Freunde feiern ihre Rettung, da kommt es zu einer weiteren Massenpanik der Hirsche. Die Katze läuft diesen hinterher, um die Lage zu erkunden und trifft dabei auf den im Wald gestrandeten Drachen-Wal. Sie tröstet den Wal und betrachtet dabei traurig die massiven Steinsäulen im Hintergrund, sich an den Sekretär erinnernd. Labrador, Katta und Wasserschwein kommen hinzu und die vier Tiere betrachten ihr Spiegelbild in einer Wasserpfütze.
In einer Szene nach dem Abspann taucht ein Drachen-Wal im Meer auf.

## Produktion

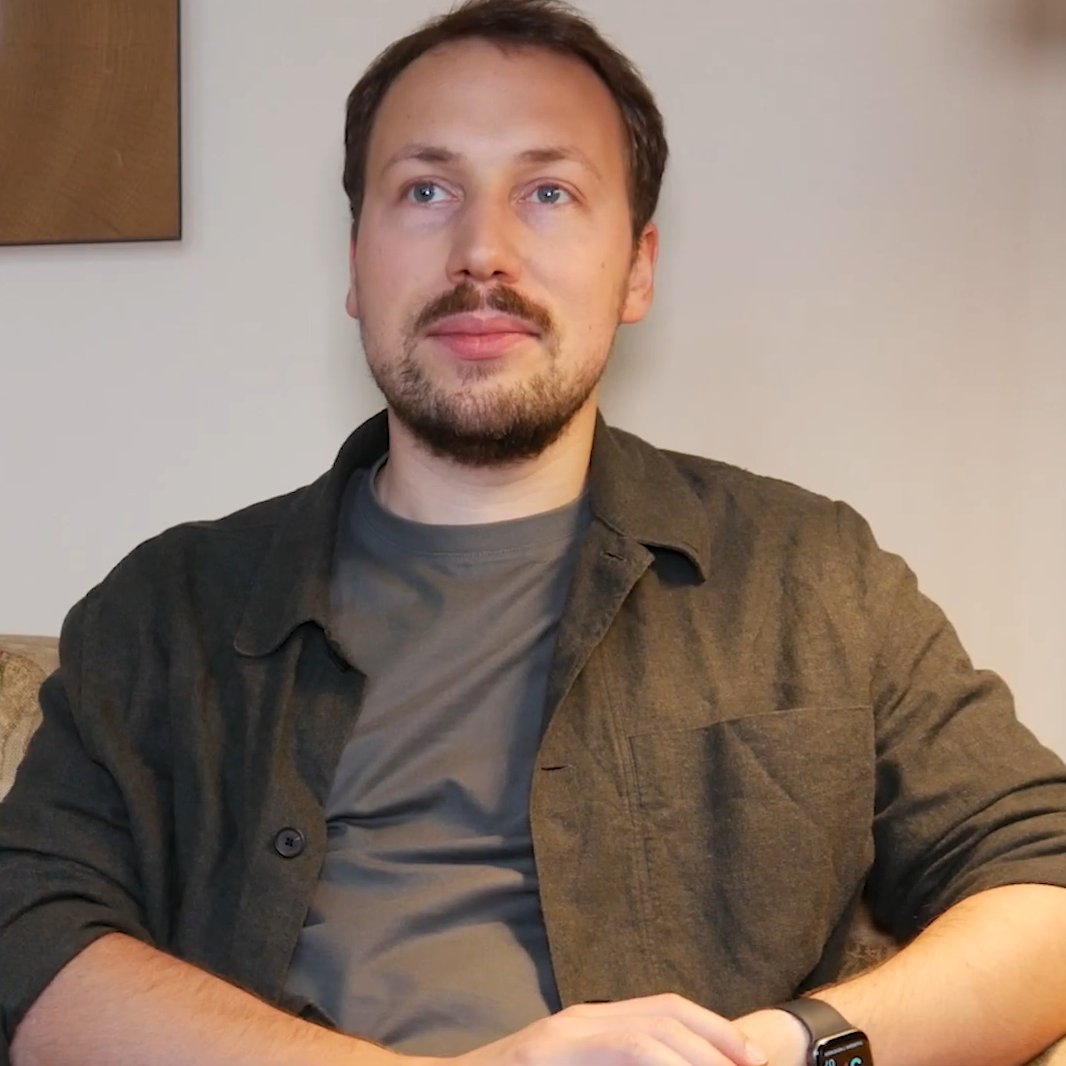
Regisseur Gints Zilbalodis

Regie führte Gints Zilbalodis, der gemeinsam mit Matīss Kaža auch das Drehbuch schrieb. Zilbalodis übernahm auch die Kamera bei dem 3D-CG-Film. Der lettische Filmemacher ist vor allem für seinen Animationsfilm Away – Vom Finden des Glücks bekannt, der im März 2020 in die deutschen Kinos kam. Bereits in seinem selbstproduzierten, siebenminütigen Animationsfilm Aqua von 2012, bei dem er seine erworbenen Fähigkeiten im Umgang mit Software wie Photoshop, Toon Boom Animate Pro, After Effects, Logic Pro und Final Cut Pro einfließen ließ, erzählte er von einer Katze, deren Lebensraum während einer Naturkatastrophe von einer Flut überschwemmt wird und die versuchen muss, sich an ihre neue Umgebung anzupassen. Mit Flow setzt Zilbalodis die Geschichte seines Kurzfilms fort und ergänzt diesen thematisch um soziale Toleranzen. Die Umsetzung erfolgte mit Blender.
Die Filmmusik komponierte Rihards Zaļupe. Mit Abandoned City und Dog Chase veröffentlichte Milan Records Ende August 2024 die ersten beiden Stücke der Filmmusik. Zalupe schrieb diese gemeinsam mit Regisseur Zilbalodis. Das komplette Soundtrack-Album mit insgesamt 23 Musikstücken wurde Anfang November 2024 als Download veröffentlicht.
Die Premiere des Films erfolgte am 22. Mai 2024 bei den Internationalen Filmfestspielen in Cannes, wo er in der Reihe Un Certain Regard gezeigt wurde. Kurz zuvor wurde der erste Trailer vorgestellt. Im Juni 2024 wurde Flow beim Festival d’Animation Annecy ebenfalls im Wettbewerb gezeigt und hiernach beim Festival Internacional de Cine en Guadalajara.
Zwischen Ende Juli und Anfang September 2024 wurde er beim New Zealand International Film Festival vorgestellt. Im August 2024 wurde er beim Melbourne International Film Festival und beim Norwegischen Filmfestival in Haugesund gezeigt. Mitte September 2024 wurde er bei der Filmkunstmesse Leipzig vorgestellt und hiernach beim Toronto International Film Festival und beim Vancouver International Film Festival. Im Oktober 2024 wurde er beim Woodstock Film Festival, beim Hamptons International Film Festival, beim Montclair Film Festival als Centerpiece und beim Zurich Film Festival gezeigt. Der Kinostart in Frankreich war am 30. Oktober 2024. Die Rechte für Nordamerika sicherten sich Sideshow und Janus Films. Am 22. November 2024 kam der Film in ausgewählte US-Kinos und startete dort in der darauffolgenden Woche landesweit. Im Januar 2025 wurde Flow beim Palm Springs International Film Festival gezeigt. Der Kinostart in Deutschland war am 6. März 2025, in Österreich fand dieser bereits am 7. Februar 2025 statt.

## Rezeption

### Kritiken und Einspielergebnis
Von den bei Rotten Tomatoes aufgeführten Kritiken sind 97 Prozent positiv bei einer durchschnittlichen Bewertung mit 8,6 von 10 möglichen Punkten, womit er aus den 25. Annual Golden Tomato Awards als Zweitplatzierter unter den Animationsfilmen des Jahres 2024 hervorging. Bei Metacritic erhielt der Film einen Metascore von 86 von 100 möglichen Punkten.
Christian Blauvelt beschreibt Flow in seiner Kritik bei IndieWire als einen Film voller Gefühl, aber ohne Sentimentalität und einen der bewegendsten Animationsfilme der jüngeren Zeit. Mit den anthropomorphen Tierfiguren der US-Animationsfilme des 21. Jahrhunderts hätten die Tierstars von Flow nichts zu tun. Gints Zilbalodis lasse seine Tiere Tiere sein und sich auch so verhalten. Blauvelt zieht hier einen Vergleich mit Walt Disneys Bambi: Dieser gelte als Höhepunkt des Mediums mit seinem Einsatz der Multiplan-Kamera zum Erzeugen von Tiefe, naturalistischen Bewegungen der Tierfiguren, der Darstellung von Umwelteinflüssen wie Regen, Schnee, Waldbränden und seinem beinahe handlungslosen „Kreislauf-des-Lebens“-Themas. Flow stehe dem in nichts nach und verzichte zudem darauf, die Tiere in Flow sprechen zu lassen.
Yannick Bracher schreibt in seiner Kritik für outnow.ch, der Film sei spannend und gehe ans Herz. Nicht nur die Katze, sondern auch die anderen Tiere verfügten allesamt über ausgeprägte Charaktermerkmale, die sie voneinander unterscheiden. Dabei baue der Film tierartspezifische Eigenschaften ein und vermenschliche die Figuren nicht. So spiele die Katze gerne mit sich bewegenden Objekten, und der Hund renne dem Ball nach. Weil der Film komplett ohne menschliches Geschwätz auskommt, erinnere er beispielsweise an das Ghibli-Werk Die rote Schildkröte aus dem Jahr 2016. Dass die Tiere einfach auf ihre eigene Art und Weise kommunizieren, mit Lauten, Gesten und Geräuschen, die sie von sich geben, führe zu lustigen Momenten, da diese Kommunikation nicht immer ganz artenübergreifend aufeinander abgestimmt ist.
Katharina Zeckau beim Filmdienst schreibt in der Zusammenfassung, die Geschichte wecke viele Assoziationen von der Klimakrise über Flüchtlingsboote bis zur biblischen Geschichte der Arche Noah. Der atemberaubende Film verzichte auf Sprache, umgehe eine Vermenschlichung der Tiere und handele parabelhaft vom Miteinander und einer gelingenden Gemeinschaft.
Die Deutsche Film- und Medienbewertung zeichnet den Film mit dem Prädikat "besonders wertvoll" aus. In ihrer Begründung hebt die Jury die Entscheidung hervor, "auch weniger bekannte Tierarten einzusetzen, was die Konventionen klassischer Tierfabeln bricht und die universelle Botschaft des Films unterstreicht. Die Katze als Hauptfigur ist nicht nur ein sympathischer Protagonist, sondern auch eine kraftvolle Metapher für den Einzelnen in einer globalisierten Welt: Wir müssen lernen, zusammenzuarbeiten, um Herausforderungen zu überwinden und eine (gemeinsame) Zukunft zu gestalten."
Die weltweiten Einnahmen des Films aus Kinovorführungen belaufen sich auf 17,3 Millionen US-Dollar. In Deutschland verzeichnet er 244.911 Kinobesucher.

### Einsatz im Unterricht
Das Onlineportal kinofenster.de empfiehlt den Film ab der 5. Klasse für die Unterrichtsfächer Deutsch, Kunst, Ethik und Religion und bietet Materialien zum Film für den Unterricht. Dort schreibt Stefan Stiletto, das Boot mit der Katze, dem Lemur, dem Sekretärvogel, dem Wasserschwein und dem Labrador werde zu einer Art Arche, wo sich die Tiere erst skeptisch, dann immer vertrauter beobachteten und sich auch mal streiten. Vor allem aber lernten sie, nebeneinander und miteinander zu leben. Die Katze, eigentlich eine Einzelgängerin, öffne sich nach und nach anderen und werde schließlich Teil einer Gruppe, eines Teams.

### Auszeichnungen
Flow wurde von Lettland als Beitrag für die Oscarverleihung 2025 in der Kategorie Bester internationaler Film eingereicht, später in eine 15 Titel umfassende Shortlist dieser Kategorie aufgenommen und schließlich von der Academy of Motion Picture Arts and Sciences auch ausgezeichnet. Im Folgenden eine Auswahl von Nominierungen und Auszeichnungen.
Annie Awards 2025
- Auszeichnung als Bester Independent-Film
- Nominierung für die Beste Regie (Gints Zilbalodis)
- Auszeichnung für das Beste Drehbuch (Gints Zilbalodis und Matīss Kaža)[36][37]

Art Directors Guild Awards 2025
- Nominierung für das Beste Szenenbild in einem Animationsfilm[38]

Astra Film Awards 2024
- Nominierung als Bester Animationsfilm
- Nominierung als Bester internationaler Film[39]

British Academy Film Awards 2025
- Nominierung als Bester animierter Spielfilm (Gints Zilbalodis und Matīss Kaža)
- Nominierung als Bester Kinder-/Familienfilm (Gints Zilbalodis und Matīss Kaža)

César 2025
- Auszeichnung als Bester Animationsfilm

Critics’ Choice Movie Awards 2025
- Nominierung als Bester fremdsprachiger Film
- Nominierung als Bester Animationsfilm

Den norske filmfestivalen 2024
- Nominierung im Hauptwettbewerb[40]

Eddie Awards 2025
- Nominierung in der Kategorie Bester Filmschnitt – Animationsfilm (Gints Zilbalodis)[41]

Europäischer Filmpreis 2024
- Nominierung als Bester Film
- Auszeichnung als Bester Animationsfilm[42]

Festival d’Animation Annecy 2024
- Nominierung im Wettbewerb
- Auszeichnung mit dem Jury Award
- Auszeichnung mit den Publikumspreis – Feature Film
- Auszeichnung für die Beste Filmmusik – Feature Film (Rihards Zalupe und Gints Zilbalodis)
- Auszeichnung mit dem Gan Foundation Award for Distribution[43][44][45]

Festival Internacional de Cine en Guadalajara 2024
- Auszeichnung als Bester animierter Spielfilm[46]

Golden Globe Awards 2025
- Auszeichnung als Bester Animationsfilm

Independent Spirit Awards 2025
- Auszeichnung als Bester internationaler Film[47]

 Internationale Filmfestspiele von Cannes 2024
- Nominierung in der Reihe Un Certain Regard

Lielais Kristaps 2025
- Auszeichnung als Bester Animationsfilm
- Auszeichnung für den Besten Animationsfilm-Regisseur (Gints Zilbalodis)
- Auszeichnung für den Besten Drehbuchautor (Gints Zilbalodis und Matīss Kaža)
- Auszeichnung für die Beste Filmmusik (Gints Zilbalodis und Rihards Zaļupe)
- Auszeichnung für die Beste Tonregie (Gurvals Koiks-Gallass)
- Auszeichnung mit dem Publikumspreis
- Nominierung als Bester Animationsfilmkünstler (Gints Zilbalodis)[48]

London Critics’ Circle Film Awards 2025
- Nominierung als Bester Animationsfilm[49]

Los Angeles Film Critics Association Awards 2024
- Auszeichnung als Bester Dokumentarfilm[50]

LUX-Filmpreis 2024
- Auszeichnung mit dem Publikumspreis[51]

Melbourne International Film Festival 2024
- Lobende Erwähnung im Bright Horizons Competition[52]

National Board of Review Awards 2024
- Auszeichnung als Bester Animationsfilm[53]

New York Film Critics Circle Awards 2024
- Auszeichnung als Bester Animationsfilm[54]

Online Film Critics Society Awards 2025
- Nominierung als Bester fremdsprachiger Film
- Auszeichnung als Bester Animationsfilm[55][56]

Oscarverleihung 2025
- Nominierung als Bester internationaler Film
- Auszeichnung als Bester Animationsfilm

Prix Lumières 2025
- Auszeichnung als Bester Animationsfilm[57]

Satellite Awards 2025
- Nominierung als Bester Animationsfilm[58]

Seattle Film Critics Society Awards 2024
- Nominierung als Bester internationaler Film (Gints Zilbalodis)
- Nominierung als Bester Dokumentarfilm (Gints Zilbalodis)[59]

Tallinn Black Nights Film Festival 2024
- Nominierung im Baltic Film Competition[60]

Zagreb Film Festival 2024
- Nominierung im Hauptwettbewerb[61]